# Festival Cinespaña
 (juillet 2012).
Si vous disposez d'ouvrages ou d'articles de référence ou si vous connaissez des sites web de qualité traitant du thème abordé ici, merci de compléter l'article en donnant les références utiles à sa vérifiabilité et en les liant à la section « Notes et références ».
Le Festival Cinespaña ou Festival du cinéma espagnol de Toulouse est un festival consacré au cinéma espagnol, créé en 1996 à Toulouse.

## Présentation
Le festival se déroule dans la cour de la Cinémathèque de Toulouse et dans diverses salles  de cinéma de la ville ou des départements limitrophes.
Ce festival a pour mission de présenter le cinéma espagnol au public français au travers des dernières productions, de compétitions ainsi que par des thématiques : rétrospectives, carte blanche, hommage. Il organise des rencontres entre les producteurs espagnols et les distributeurs français. Des apéros-concerts sont organisés pendant la durée du festival dans la cour de la Cinémathèque et un restaurant.

## Historique
En 1992, l’association A.F.I.C.H. (Association pour le Festival International du Cinéma Hispanique), composée de cinéphiles passionnés d'histoire, crée le festival Les Écrans de l’Histoire. En 1996, le festival s'oriente vers l'histoire de l'Espagne contemporaine. 
L'association AFICH décide de changer l'orientation du festival et d'en faire une vitrine annuelle du cinéma espagnol. El Instituto de la Cinématografía y de las Artes Audiovisuales à Madrid (ICAA) apporte son soutien logistique à la manifestation.
L’année 1998 est une étape importante marquée par la rencontre à Madrid entre le Maire de Toulouse, Dominique Baudis et José María Otero, Directeur Général de l'ICAA. Ils évoquent la coopération entre les institutions espagnoles et la Ville de Toulouse pour faire du festival la principale vitrine française du cinéma hispanique.
C'est dans la salle des Illustres du Capitole qu'a lieu la première remise des Violettes d'Or. En 2004, l’écrivain et ex-ministre de la culture, Jorge Semprún devient Parrain du Festival, jusqu’en 2011, année de son décès[réf. nécessaire]. Le festival lui a consacré un hommage pour sa 16e édition.
Cinespaña a reçu le prix González-Sinde de la Academia de las Ciencias et de las Artes de España[réf. nécessaire] en 2011 pour le travail réalisé depuis 15 ans pour la diffusion de la culture espagnole. Cinespaña est ainsi reconnu comme l’un des festivals majeurs en Europe sur cette cinématographie.
En 2011, le festival a accueilli le groupe The Rusty Bells.[réf. nécessaire]

## Prix décernés
- Violette d'or du meilleur film, décernée par le jury professionnel
- Prix de la meilleure interprétation féminine et masculine
- Prix de la meilleure musique
- Prix de la meilleure photographie
- Prix du meilleur court-métrage, décerné par le jury des courts-métrages
- Prix du meilleur documentaire, décerné par le jury des documentaires
- Prix du meilleur premier film, décerné par le jury étudiant
- Prix du public, le public vote pour le film de son choix

## Violettes d'or
- 1997 : Tranvía a la Malvarrosa de José Luis García Sánchez
- 1998 : Sus ojos se cerraron y el mundo sigue andando de Jaime Chávarri
- 1999 : Los lobos de Washington de Mariano Barroso
- 2000 : Cascabel de Daniel Cebrián
- 2002 : En la ciudad sin límites d'Antonio Hernández
- 2003 : Torremolinos 73 de Pablo Berger
- 2004 : Cachorro de Miguel Albaladejo
- 2005 : Roma d'Adolfo Aristarain
- 2006 : Azul (Azuloscurocasinegro en espagnol) de Daniel Sánchez Arévalo
- 2007 : La caja (es) de Juan Carlos Falcón
- 2008 : Todos estamos invitados (es) de Manuel Gutiérrez Aragón
- 2009 : Ander (es) de Roberto Castón (es)
- 2010 : La mujer sin piano de Javier Rebollo (es)
- 2011 : Crebinsky de Enrique Otero
- 2012 : El muerto y ser feliz de Javier Rebollo (es)[1]
- 2013 : Los ilusos de Jonás Trueba
- 2014 : Ärtico de Gabriel Velázquez
- 2015 : A cambio de nada de Daniel Guzmán (es)
- 2017 : Vivir y otras ficciones de Jo Sol
- 2018 : Carmen et Lola de Arantxa Echevarría
- 2019 : Entre Dos Aguas de Isaki Lacuesta
- 2020 : Lua Vermella de Lois Patiño
- 2021 : Destello bravío (es) de Ainhoa Rodríguez
- 2022 : El agua d’Elena López Riera
- 2023 : Creaturas de Carlos Vermut
- 2024 : La estrella azul de Javier Macipe